# Tricyphona (Pentacyphona) subaptera
Tricyphona (Pentacyphona) subaptera is een tweevleugelige uit de familie Pediciidae. De soort komt voor in het Nearctisch gebied.